# 中國國民黨湖北省黨部
中國國民黨湖北省黨部，簡稱國民黨湖北省黨部、湖北省黨部，是中國國民黨在湖北省的省級黨部組織，於1924年4月28日成立，至1949年5月17日中国人民解放军占领武昌後停止运作。

## 沿革
| 1923      | 联俄容共                 |
| 1924      | 成立湖北省党部           |
| 1924      | 第一次全国代表大会       |
| 1925      | 召开湖北省第一次代表大会 |
| 1926      | 北伐军占领武昌市         |
| 1927      | 清党                     |
| 1928      | 整理党务                 |
| 1929–1937 |                          |
| 1938      | 日军占领武昌市           |
| 1939–1944 |                          |
| 1945      | 日本投降                 |
| 1946      |                          |
| 1947      | 与三青团合并             |
| 1948      |                          |
| 1949      | 解放军占领武昌市         |

1924年，中國國民黨第一次全國代表大會召開，象徵第一次國共合作正式形成。1月31日，中國國民黨第一屆中央執行委員會第一次全體會議（國民黨一屆一中全會）舉行，會中決定在當時仍屬北洋军阀统治的上海、北京、漢口、哈爾濱和四川等地建立地方執行部作為國民黨中央的派出機構，其中以中央執行委員覃振、候補中央執行委員張知本為漢口執行部籌備員，後增派候補中央執行委員、中国共产党黨員林伯渠。不久，漢口執行部組成，負責湖北、湖南、江西地區的黨務。同年3月，國民黨中央再派劉伯垂（亦為共產黨人）負責籌建湖北省臨時黨部。1924年4月28日，國民黨湖北省臨時黨部秘密成立，董必武、刘昌群、劉光國、許鴻、張繼渠等共產黨人被選為委員，其中董必武當選為執行委員。之後漢口執行部遭到軍閥破壞，劉伯垂亦被捕，董必武遂接手主導國民黨湖北黨務。10月，國民黨總理孫文北上與段祺瑞等人共商國是，湖北省臨時黨部藉機向社會公開組織，積極開展活動。
1925年7月15日至20日，國民黨湖北省第一次代表大會在國立武昌大學附屬小學舉行，21日湖北省黨部正式成立，下設省執行委員會和省監察委員會；其中省執行委員會設立秘書處（常務委員3人）、組織部、宣傳部、農民部、工人部、青年部、婦女部、農民運動委員會和宣傳委員會。大會選出9名正式執行委員、5名候補執行委員，其中共產黨員11人；董必武當選為正式執行委員和秘書處常務委員，繼續主持省黨部工作。
1926年3月24日，《楚光日報》創刊，以董必武為主辦人，名義上為湖北省黨部的機關報，事實上為共產黨人所把持。至當年10月國民革命軍北伐軍佔領武昌後，《楚光日報》移交國民黨漢口特別市黨部主辦。11月25日，國民黨湖北省黨部和漢口特別市黨部再共同創辦了《民國日報》，仍以董必武為主辦人，編輯方針係由瞿秋白、蔡和森領導的中共中央宣传部制定，報社員工共20餘人，其中多數為共產黨人，先後擔任主編的宛希儼、高語罕、沈雁冰等人亦皆為共產黨人；《民國日報》每日出版對開三大張，遇有革命紀念活動時，加出特刊。
1929年4月15日，國民黨中央通過決定解散湖北省黨部，成立湖北省黨部臨時整理委員會，以夏斗寅、陳祖烈、王鏡清、贾伯涛、劉柏芳、吳醒亞、楊均春、左鐸、金亦吾等九人為委員。
1945年抗戰勝利後，湖北省政府與湖北省黨部皆遷回武昌。